# Habib Habibou
Mahamadou Habib Habibou, né le 16 avril 1987 à Bria (République centrafricaine), est un ancien footballeur international centrafricain. Il joue au poste d'attaquant.

## Carrière sportive

### Formation au Paris Saint-Germain
Né en République centrafricaine, Habib Habibou est de nationalité française, tandis que sa mère possède la double nationalité centrafricaine et gabonaise.
Il est formé au Paris Saint-Germain jusqu'à ses 18 ans.

### Belgique
Il fait ensuite carrière en Belgique, au Sporting Charleroi et au SV Zulte Waregem principalement. 
Sa carrière est aussi marquée par quelques prêts (à l'AFC Tubize et au Steaua Bucarest notamment). 
En janvier 2013, il est prêté avec option d'achat par Zulte Waregem à Leeds United.
Un an plus tard, en janvier 2014, il s'engage pour trois ans et demi avec La Gantoise. Il n'y reste que quelques mois.

### Stade rennais FC
Il est transféré le 1er septembre 2014, au Stade rennais, avec lequel il signe un contrat de trois ans, après une carrière majoritairement passée en Belgique.
Pourtant, c’est dans l’ombre du grand Suédois Ola Toivonen que l’attaquant reste durant sa première saison à Rennes. Profitant d’une blessure de Ola Toivonen, Habibou se met en lumière durant l’automne, mais rentre vite dans le rang au retour de son coéquipier. Pour sa première saison au club il joue 26 matches pour 3 buts marqués.
Mis de côté par son entraîneur Philippe Montanier durant la première partie de saison 2015-2016, il ne dispute que 8 minutes de jeu en l’espace de six mois. C’est donc logiquement qu’il quitte le club pour chercher du temps de jeu.
Le 22 janvier 2016, il est prêté à Gaziantepspor pour la fin de la saison 2015-2016, avec une option d'achat de 2,5 millions d'euros que le club turc décide de ne pas lever.
Lors de la saison 2016-2017, Christian Gourcuff ne lui donne que très peu de temps de jeu et fait uniquement une apparition en Coupe de France, au début de l'année 2017, face à la Jeanne d'Arc de Biarritz, contre laquelle il inscrit un but après être entré en jeu.

### Racing Club de Lens
Le 31 janvier 2017, dans les dernières heures du mercato hivernal, il signe un contrat de 18 mois en faveur du Racing Club de Lens. Il marque son premier but avec les Lensois lors de son premier match contre l'US Orléans. Ce but lui permet d'être titulaire, pour la première fois, la journée suivante lors du derby au stade Bollaert-Delelis contre Valenciennes. En tout, lors de la deuxième partie de saison, il inscrit sept buts en treize matchs mais le RC Lens quatrième à la fin du championnat, manque la montée. Du fait d'une clause dans son contrat, stipulant qu'il peut quitter le club en cas de non-montée, l'attaquant international centrafricain est annoncé sur le départ. Après un essai au Bolton Wanderers, aucun accord n'est trouvé entre les Lensois et les Anglais pour un transfert. 

### Qatar SC
Le 13 août 2017, Habibou quitte le RC Lens et signe au Qatar Sports Club pour une saison assortie d'une autre en option,, il explique son départ pour ne pas rater l'occasion de mettre sa famille à l'abri financièrement en faisant part de son inquiétude sur la réussite sportive de Lens qui évolue en Ligue 2.  Il ne jouera que neuf matches (dont six titularisations) pour un seul but marqué.
A la fin de la saison, il résilie son contrat et souhaite revenir en Europe.

### Maccabi Petah-Tikva
Le 14 septembre 2018, il s'engage pour une saison plus une autre en option avec le Maccabi Petah-Tikva.

### Retour en Belgique, au KSC Lokeren
Le 23 septembre 2019, Habib Habibou signe jusqu'à la fin de la saison au KSC Lokeren, club belge fraîchement descendu en D1B.

## Condamnation judiciaire
Le 5 juillet 2017, Habib Habibou est condamné par le tribunal de Hal à deux ans d'emprisonnement, une amende de 12 000 € et une interdiction de conduire pendant 5 ans. Le joueur, qui avait alors déjà été condamné 29 fois par le passé, avait été arrêté au mois de mai 2017 au volant de son véhicule sans permis de conduire et sans sa ceinture de sécurité. 

## Sélection nationale
Habib Habibou porte pour la première fois le maillot de l'équipe de République centrafricaine de football à l'occasion d'une rencontre éliminatoire pour la Coupe d'Afrique des nations, disputée le 4 septembre 2016 à Kinshasa contre la République démocratique du Congo. Il est titularisé en attaque mais son équipe s'incline sur le score de quatre buts à un. Deux ans plus tard il est de nouveau sélectionné pour un match face au Rwanda dans le cadre des éliminatoires de la CAN 2019.Durant le match il marque son premier but avec Les Fauves. La rencontre se termine (2-2), ce qui élimine les deux équipes et qualifie la Guinée et la Côte d'Ivoire pour la compétition.

## Statistiques
| Saison                | Club                      | Championnat           | Championnat | Championnat | Championnat | Coupe nationale | Coupe nationale | Coupe nationale | Coupe de la Ligue | Coupe de la Ligue | Coupe de la Ligue | Compétition(s) continentale(s) | Compétition(s) continentale(s) | Compétition(s) continentale(s) | Compétition(s) continentale(s) | Total | Total | Total |
| Saison                | Club                      | Division              | M.          | B.          | P.d.        | M.              | B.              | P.d.            | M.                | B.                | P.d.              | Comp.                          | M.                             | B.                             | P.d.                           | M.    | B.    | P.d.  |
| 2006-2007             | Sporting Charleroi        | D1                    | 8           | 0           | -           | -               | -               | -               | -                 | -                 | -                 | -                              | -                              | -                              | -                              | 8     | 0     | 0     |
| 2006-2007             | AFC Tubize (prêt)         | D2                    | 13          | 10          | -           | -               | -               | -               | -                 | -                 | -                 | -                              | -                              | -                              | -                              | 13    | 10    | 0     |
| 2007-2008             | Sporting Charleroi        | D1                    | 10          | 2           | 1           | -               | -               | -               | -                 | -                 | -                 | -                              | -                              | -                              | -                              | 10    | 2     | 1     |
| 2007-2008             | FC Steaua Bucarest (prêt) | L1                    | 8           | 1           | 2           | -               | -               | -               | -                 | -                 | -                 | -                              | -                              | -                              | -                              | 8     | 1     | 2     |
| 2008-2009             | Sporting Charleroi        | D1                    | 30          | 9           | 2           | 2               | 1               | 0               | -                 | -                 | -                 | -                              | -                              | -                              | -                              | 32    | 10    | 2     |
| 2009-2010             | Sporting Charleroi        | D1                    | 21          | 5           | 3           | 2               | 2               | 0               | -                 | -                 | -                 | -                              | -                              | -                              | -                              | 23    | 7     | 3     |
| Sous-total            | Sous-total                | Sous-total            | 69          | 16          | 6           | 4               | 3               | 0               | -                 | -                 | -                 | -                              | -                              | -                              | -                              | 73    | 19    | 6     |
| 2010-2011             | SV Zulte Waregem          | D1                    | 31          | 12          | 7           | 1               | 0               | 0               | -                 | -                 | -                 | -                              | -                              | -                              | -                              | 32    | 12    | 7     |
| 2011-2012             | SV Zulte Waregem          | D1                    | 14          | 2           | 1           | 2               | 2               | 0               | -                 | -                 | -                 | -                              | -                              | -                              | -                              | 16    | 4     | 1     |
| 2012-2013             | SV Zulte Waregem          | D1                    | 14          | 6           | 3           | 2               | 1               | 0               | -                 | -                 | -                 | -                              | -                              | -                              | -                              | 16    | 7     | 3     |
| 2012-2013             | Leeds United FC (prêt)    | D2                    | 4           | 0           | 0           | -               | -               | -               | -                 | -                 | -                 | -                              | -                              | -                              | -                              | 4     | 0     | 0     |
| 2013-2014             | SV Zulte Waregem          | D1                    | 17          | 9           | 4           | 3               | 2               | 0               | -                 | -                 | -                 | C1+C3                          | 2+6                            | 0+1                            | 0                              | 28    | 12    | 4     |
| Sous-total            | Sous-total                | Sous-total            | 76          | 29          | 15          | 8               | 5               | 0               | -                 | -                 | -                 | -                              | 2+6                            | 0+1                            | 0                              | 92    | 35    | 15    |
| 2013-2014             | KAA La Gantoise           | D1                    | 15          | 11          | 1           | 3               | 0               | 0               | -                 | -                 | -                 | -                              | -                              | -                              | -                              | 18    | 11    | 1     |
| 2014-2015             | KAA La Gantoise           | D1                    | 3           | 1           | 1           | -               | -               | -               | -                 | -                 | -                 | -                              | -                              | -                              | -                              | 3     | 1     | 1     |
| Sous-total            | Sous-total                | Sous-total            | 17          | 12          | 2           | 3               | 0               | 0               | -                 | -                 | -                 | -                              | -                              | -                              | -                              | 20    | 12    | 2     |
| 2014-2015             | Stade rennais FC          | L1                    | 26          | 3           | 1           | 2               | 0               | 1               | 3                 | 0                 | 0                 | -                              | -                              | -                              | -                              | 31    | 3     | 2     |
| Total sur la carrière | Total sur la carrière     | Total sur la carrière | 198         | 70          | 26          | 17              | 8               | 1               | 3                 | 0                 | 0                 | -                              | 2+6                            | 0+1                            | 0                              | 226   | 79    | 27    |